# Droit irakien
Le droit irakien est un droit de tradition musulmane, appliqué en Irak et qui a connu plusieurs évolutions successives liées à l'histoire du pays. 

## Histoire du droit irakien

### Avant 2003
Le Code civil fut promulgué le 8 septembre 1951, l'entrée en vigueur étant différée de deux ans. Il avait été rédigé, tout comme en Syrie, par le juriste égyptien al-Sanhouri, rédacteur du Code égyptien. Il s'inspire par conséquent à la fois du Code Napoléon, du droit égyptien et du droit musulman.

### Depuis 2003
Après l'invasion de l'Irak par les États-Unis, une nouvelle Constitution fut approuvée, par référendum, en 2005. Reconnaissant les droits politiques habituels (liberté d'association, d'expression, de religion, etc.), elle déclarait l'islam religion d'État, tranchant ainsi avec la laïcité du régime baasiste de Saddam Hussein.
Paul Bremer, le représentant américain de l'Autorité provisoire de la coalition, promulgua différents règlements d'importance majeure. Il décréta notamment que le Code pénal serait celui de la 3e édition, datant de 1984, du Code promulgué en 1969, tout en modifiant quelques dispositions.

## Sources du droit

### Constitution
La Constitution est la loi suprême de l'Irak,.

### Droit musulman
L'article 2(1) dispose que « l'Islam est la religion officielle de l'État et une source fondamentale de la législation ». Le sous-paragraphe (a) dudit article ajoute qu'aucune loi ne peut être promulguée si elle est contraire aux principes établis de l'Islam.

### Législation
Le pouvoir législatif est confié au Conseil des Représentants.

## Compétences fédérales et régionales
Les pouvoirs du gouvernements fédéral irakien sont énoncés au titre IV de la Constitution. Le titre V, quant à lui, énonce les compétences des régions et gouvernorats.
Seul le Gouvernement régional du Kurdistan  est reconnu directement par la Constitution. D'autres régions autonomes peuvent être créées suivant la procédure prévue par la Constitution.

## Statut personnel
Jusqu'en 1963, le statut personnel relevait de juridictions ecclésiastiques connaissant des affaires liées aux membres des différentes communautés religieuses. Une loi de 1963 abolit ces juridictions, les remplaçant par une juridiction de droit commun, appliquant de façon uniforme le Code civil.
Les chiites (rite jaafarite) et les sunnites (rite hanafite) continuaient toutefois à être jugés par des tribunaux religieux. Ceux-ci dépendaient d'une chambre unique des statuts personnels au sein de la Cour de cassation civile. 
Sous le baasisme, les tribunaux civils appliquaient, en matière de droit des successions, le droit musulman, y compris aux non-musulmans. En revanche, ces derniers étaient jugés selon leurs lois propres concernant les autres questions de statut personnel (mariage, etc.).

## Sources

## Compléments